# Le Samyn des Dames 2022
Pour la course masculine, voir Le Samyn 2022.
La 11e édition du Samyn des Dames a lieu le 1er mars 2022. La course fait partie du calendrier international féminin UCI 2022 en catégorie 1.1. Elle se déroule en même temps que l'épreuve masculine. Elle est remportée par la Danoise Emma Norsgaard Bjerg.

## Présentation

### Parcours
Les difficultés suivantes sont présentes sur le parcours : Vert Pignon, La Roquette, Chemin de Wiheries, Chemin des Nonettes et rue Belle Vue.

### Équipes
| UCI Women's WorldTeams (9)- Team BikeExchange-Jayco - Canyon-SRAM Racing - FDJ Nouvelle Aquitaine Futuroscope - Liv Racing Xstra - Movistar Team - Team DSM - Trek-Segafredo - UAE Team ADQ - Uno-X Pro Cycling Team Équipes féminines continentales (13)- Andy Schleck-CP NVST-Immo Losch - Arkéa Pro Cycling Team - Bingoal-Chevalmeire-Van Eyck Sport - Cofidis - Coop-Hitec Products - Lotto Soudal Ladies - Multum Accountants - AG Insurance NXTG - Parkhotel Valkenburg - Rupelcleaning - St Michel-Auber 93 - Stade Rochelais Charente-Maritime - Valcar-Travel & Service Équipe amateur- Centre mondial du cyclisme Équipe féminines amateur (2)- Bingoal WB Ladies - Lviv Cycling Team |
| |

## Récit de la course
Avant d'entrer dans le dernier tour, Grace Brown part seule. Elle obtient une avance de quarante secondes. À quatorze kilomètres de l'arrivée, Alice Barnes attaque dans le secteur pavé du chemin de Wiheries. Elle revient sur Brown puis la lâche dans la côte de Nonette. Elle est néanmoins reprise plus loin. À six kilomètres de l'arrivée, Shirin van Anrooij passe à l'offensive. Elle est suivie par Vittoria Guazzini. Elles obtiennent une avance conséquente, mais derrière Silvia Persico et Aude Biannic chasse pour leurs sprinteuses respectives. Van Anrooij effectue la majorité du travail en tête. Tout se joue dans la dernière ligne droite, Clara Copponi ouvre le sprint. Elle est devancée par Emma Norsgaard Bjerg qui devance Chiara Consonni. Vittoria Guazzini parvient à prendre la troisième place.

## Classements

### Classement final
| \| Classement général \| Classement général \| Classement général \| Classement général \| Classement général \| \| Coureuse \| Coureuse \| Pays \| Équipe \| Temps \| \| ------------------ \| ----------------------- \| ------------------ \| ---------------------------------- \| ------------------ \| \| 1re \| Emma Norsgaard \| Danemark \| Movistar Team \| 2 h 36 min 17 s \| \| 2e \| Chiara Consonni \| Italie \| Valcar-Travel & Service \| + 0 s \| \| 3e \| Vittoria Guazzini \| Italie \| FDJ-Nouvelle Aquitaine-Futuroscope \| + 0 s \| \| 4e \| Susanne Andersen \| Norvège \| Uno-X Pro Cycling Team \| + 0 s \| \| 5e \| Clara Copponi \| France \| FDJ-Nouvelle Aquitaine-Futuroscope \| + 0 s \| \| 6e \| Marjolein van 't Geloof \| Pays-Bas \| Le Col-Wahoo \| + 0 s \| \| 7e \| Shirin van Anrooij \| Pays-Bas \| Trek-Segafredo \| + 0 s \| \| 8e \| Alice Barnes \| Royaume-Uni \| Canyon-SRAM Racing \| + 0 s \| \| 9e \| Shari Bossuyt \| Belgique \| Canyon-SRAM Racing \| + 0 s \| \| 10e \| Laura Tomasi \| Italie \| UAE Team ADQ \| + 0 s \| |                         |             |                                    |                 |
| |                         |             |                                    |                 |
| Source : ProCyclingStats |                         |             |                                    |                 |
| Classement général |                         |             |                                    |                 |
| Coureuse | Coureuse                | Pays        | Équipe                             | Temps           |
| 1re | Emma Norsgaard          | Danemark    | Movistar Team                      | 2 h 36 min 17 s |
| 2e | Chiara Consonni         | Italie      | Valcar-Travel & Service            | + 0 s           |
| 3e | Vittoria Guazzini       | Italie      | FDJ-Nouvelle Aquitaine-Futuroscope | + 0 s           |
| 4e | Susanne Andersen        | Norvège     | Uno-X Pro Cycling Team             | + 0 s           |
| 5e | Clara Copponi           | France      | FDJ-Nouvelle Aquitaine-Futuroscope | + 0 s           |
| 6e | Marjolein van 't Geloof | Pays-Bas    | Le Col-Wahoo                       | + 0 s           |
| 7e | Shirin van Anrooij      | Pays-Bas    | Trek-Segafredo                     | + 0 s           |
| 8e | Alice Barnes            | Royaume-Uni | Canyon-SRAM Racing                 | + 0 s           |
| 9e | Shari Bossuyt           | Belgique    | Canyon-SRAM Racing                 | + 0 s           |
| 10e | Laura Tomasi            | Italie      | UAE Team ADQ                       | + 0 s           |

### Points UCI
| Position           | 1er | 2e | 3e | 4e | 5e | 6e | 7e | 8e | 9e | 10e | 11e | 12e | 13e à 15e | 16e à 25e |
| Classement général | 125 | 85 | 70 | 60 | 50 | 40 | 35 | 30 | 25 | 20  | 15  | 10  | 5         | 3         |

## Liste de participants
| Légende | Légende                                                                    | Légende | Légende                                                    |
| ------- | -------------------------------------------------------------------------- | ------- | ---------------------------------------------------------- |
| Num     | Dossard de départ porté par le coureur sur ce Le Samyn                     | Pos     | Position à l'arrivée de la course                          |
|         | Indique un maillot de champion national ou mondial, suivi de sa spécialité | NP      | Indique un coureur qui n'a pas pris le départ de la course |
| AB      | Indique un coureur qui n'a pas terminé la course                           | HD      | Indique un coureur qui a terminé la course hors des délais |

| Trek-Segafredo TFS | Trek-Segafredo TFS        | Trek-Segafredo TFS |
| ------------------ | ------------------------- | ------------------ |
| Num                | Coureuse                  | Pos                |
| 1                  | Elynor Bäckstedt (GBR)    | 100e               |
| 3                  | Lauretta Hanson (AUS)     | 101e               |
| 4                  | Chloe Hosking (AUS)       | 18e                |
| 5                  | Letizia Paternoster (ITA) | 76e                |
| 6                  | Shirin van Anrooij (NED)  | 7e                 |
| 7                  | Audrey Cordon-Ragot (FRA) | 28e                |

| FDJ-Nouvelle Aquitaine-Futuroscope FSF | FDJ-Nouvelle Aquitaine-Futuroscope FSF | FDJ-Nouvelle Aquitaine-Futuroscope FSF |
| -------------------------------------- | -------------------------------------- | -------------------------------------- |
| Num                                    | Coureuse                               | Pos                                    |
| 11                                     | Grace Brown (AUS)                      | 21e                                    |
| 12                                     | Clara Copponi (FRA)                    | 5e                                     |
| 13                                     | Eugénie Duval (FRA)                    | 15e                                    |
| 14                                     | Emilia Fahlin (SWE)                    | AB                                     |
| 15                                     | Maëlle Grossetête (FRA)                | AB                                     |
| 16                                     | Vittoria Guazzini (ITA)                | 3e                                     |

| Liv Racing Xstra LIV | Liv Racing Xstra LIV      | Liv Racing Xstra LIV |
| -------------------- | ------------------------- | -------------------- |
| Num                  | Coureuse                  | Pos                  |
| 21                   | Amber van der Hulst (NED) | 24e                  |
| 22                   | Silke Smulders (NED)      | 23e                  |
| 25                   | Valerie Demey (BEL)       | 25e                  |
| 26                   | Rachele Barbieri (ITA)    | 13e                  |
| 27                   | Eva Buurman (NED)         | 102e                 |

| Uno-X Pro Cycling Team UXT | Uno-X Pro Cycling Team UXT  | Uno-X Pro Cycling Team UXT |
| -------------------------- | --------------------------- | -------------------------- |
| Num                        | Coureuse                    | Pos                        |
| 31                         | Anniina Ahtosalo (FIN)      | 52e                        |
| 32                         | Susanne Andersen (NOR)      | 4e                         |
| 33                         | Hannah Barnes (GBR)         | 51e                        |
| 34                         | Julie Norman Leth (DEN)     | AB                         |
| 35                         | Amalie Lutro (NOR)          | 27e                        |
| 36                         | Mie Bjørndal Ottestad (NOR) | 39e                        |
| 37                         | Hannah Ludwig (GER)         | 66e                        |

| UAE Team ADQ UAD | UAE Team ADQ UAD         | UAE Team ADQ UAD |
| ---------------- | ------------------------ | ---------------- |
| Num              | Coureuse                 | Pos              |
| 41               | Maria Novolodskaya (RUS) | 99e              |
| 42               | Sofia Bertizzolo (ITA)   | 87e              |
| 43               | Alena Ivanchenko (RUS)   | 45e              |
| 44               | Alessia Patuelli (ITA)   | 90e              |
| 45               | Laura Tomasi (ITA)       | 10e              |
| 47               | Linda Zanetti (SUI)      | 93e              |

| Team DSM DSM | Team DSM DSM           | Team DSM DSM |
| ------------ | ---------------------- | ------------ |
| Num          | Coureuse               | Pos          |
| 51           | Francesca Barale (ITA) | 46e          |
| 52           | Léa Curinier (FRA)     | 26e          |
| 53           | Leah Kirchmann (CAN)   | 41e          |
| 54           | Megan Jastrab (USA)    | 19e          |
| 55           | Esmée Peperkamp (NED)  | 40e          |
| 56           | Elise Uijen (NED)      | AB           |

| Canyon-SRAM Racing CSR | Canyon-SRAM Racing CSR | Canyon-SRAM Racing CSR |
| ---------------------- | ---------------------- | ---------------------- |
| Num                    | Coureuse               | Pos                    |
| 61                     | Alice Barnes (GBR)     | 8e                     |
| 62                     | Shari Bossuyt (BEL)    | 9e                     |
| 63                     | Sarah Roy (AUS)        | AB                     |
| 64                     | Lisa Klein (GER)       | AB                     |
| 65                     | Maud Oudeman (NED)     | AB                     |
| 66                     | Elise Chabbey (SUI)    | AB                     |
| 67                     | Ella Harris (NZL)      | AB                     |

| Movistar Team MOV | Movistar Team MOV       | Movistar Team MOV |
| ----------------- | ----------------------- | ----------------- |
| Num               | Coureuse                | Pos               |
| 71                | Alicia González (ESP)   | 31e               |
| 72                | Barbara Guarischi (ITA) | AB                |
| 73                | Emma Norsgaard (DEN)    | 1re               |
| 74                | Lourdes Oyarbide (ESP)  | AB                |
| 75                | Aude Biannic (FRA)      | 30e               |
| 76                | Sheyla Gutiérrez (ESP)  | 77e               |

| Team BikeExchange-Jayco BEX | Team BikeExchange-Jayco BEX | Team BikeExchange-Jayco BEX |
| --------------------------- | --------------------------- | --------------------------- |
| Num                         | Coureuse                    | Pos                         |
| 81                          | Georgia Williams (NZL)      | 72e                         |
| 82                          | Georgia Baker (AUS)         | AB                          |
| 83                          | Arianna Fidanza (ITA)       | 12e                         |
| 84                          | Teniel Campbell (TTO)       | 85e                         |
| 85                          | Urška Žigart (SLO)          | 82e                         |
| 86                          | Nina Kessler (NED)          | 56e                         |
| 87                          | Wei Shi Chelsie Tan (SGP)   | AB                          |

| Bingoal-Chevalmeire-Van Eyck Sport BCV | Bingoal-Chevalmeire-Van Eyck Sport BCV | Bingoal-Chevalmeire-Van Eyck Sport BCV |
| -------------------------------------- | -------------------------------------- | -------------------------------------- |
| Num                                    | Coureuse                               | Pos                                    |
| 91                                     | Olha Kulynych (UKR)                    | AB                                     |
| 92                                     | Danique Braam (NED)                    | 60e                                    |
| 93                                     | Naomi de Roeck (BEL)                   | 94e                                    |
| 95                                     | Barbara Sniezynska (POL)               | 96e                                    |
| 96                                     | Minke Bakker (NED)                     | AB                                     |
| 97                                     | Lotte Popelier (BEL)                   | AB                                     |

| Lotto Soudal Ladies LSL | Lotto Soudal Ladies LSL  | Lotto Soudal Ladies LSL |
| ----------------------- | ------------------------ | ----------------------- |
| Num                     | Coureuse                 | Pos                     |
| 101                     | Kristýna Burlová (CZE)   | 61e                     |
| 102                     | Kylie Waterreus (NED)    | 35e                     |
| 104                     | Ines Van de Paar (BEL)   | AB                      |
| 105                     | Josie Knight (GBR)       | 53e                     |
| 106                     | Abby-Mae Parkinson (GBR) | 68e                     |
| 107                     | Sterre Vervloet (BEL)    | 74e                     |

| Multum Accountants MUL | Multum Accountants MUL   | Multum Accountants MUL |
| ---------------------- | ------------------------ | ---------------------- |
| Num                    | Coureuse                 | Pos                    |
| 111                    | Mareille Meijering (NED) | 36e                    |
| 112                    | Julie Stockman (BEL)     | AB                     |
| 113                    | Céline van Houtum (NED)  | 75e                    |
| 114                    | Marthe Goossens (BEL)    | 44e                    |
| 115                    | Fien Delbaere (BEL)      | 49e                    |
| 116                    | Camille Devigne (FRA)    | AB                     |
| 117                    | Jessy Druyts (BEL)       | AB                     |

| Arkéa Pro Cycling Team ARK | Arkéa Pro Cycling Team ARK    | Arkéa Pro Cycling Team ARK |
| -------------------------- | ----------------------------- | -------------------------- |
| Num                        | Coureuse                      | Pos                        |
| 121                        | Lucie Jounier (FRA)           | 11e                        |
| 122                        | Pauline Allin (FRA)           | 83e                        |
| 123                        | Charlotte Becker (GER)        | 105e                       |
| 124                        | Typhaine Laurance (FRA)       | 78e                        |
| 125                        | Marie-Morgane Le Deunff (FRA) | AB                         |
| 126                        | Maryanne Hinault (FRA)        | AB                         |
| 127                        | Greta Richioud (FRA)          | 80e                        |

| Cofidis COF | Cofidis COF                   | Cofidis COF |
| ----------- | ----------------------------- | ----------- |
| Num         | Coureuse                      | Pos         |
| 131         | Martina Alzini (ITA)          | 20e         |
| 132         | Valentine Fortin (FRA)        | AB          |
| 134         | Victoire Berteau (FRA)        | 55e         |
| 136         | Gabrielle Pilote Fortin (CAN) | AB          |
| 137         | Cédrine Kerbaol (FRA)         | 79e         |

| Stade Rochelais Charente-Maritime CMW | Stade Rochelais Charente-Maritime CMW | Stade Rochelais Charente-Maritime CMW |
| ------------------------------------- | ------------------------------------- | ------------------------------------- |
| Num                                   | Coureuse                              | Pos                                   |
| 141                                   | Marion Colard (FRA)                   | AB                                    |
| 142                                   | Séverine Eraud (FRA)                  | AB                                    |
| 143                                   | India Grangier (FRA)                  | 48e                                   |
| 144                                   | Anastasiya Kolesava (BLR)             | 62e                                   |
| 145                                   | Kristina Nenadovic (FRA)              | AB                                    |
| 146                                   | Arianna Pruisscher (NED)              | 54e                                   |
| 147                                   | Marine Allione (FRA)                  | AB                                    |

| St Michel-Auber 93 AUB | St Michel-Auber 93 AUB | St Michel-Auber 93 AUB |
| ---------------------- | ---------------------- | ---------------------- |
| Num                    | Coureuse               | Pos                    |
| 151                    | Barbara Fonseca (FRA)  | 104e                   |
| 152                    | Simone Boilard (CAN)   | 16e                    |
| 153                    | Margot Pompanon (FRA)  | 47e                    |
| 154                    | Océane Goergen (FRA)   | AB                     |
| 155                    | Coralie Demay (FRA)    | 65e                    |
| 156                    | Élodie Le Bail (FRA)   | 98e                    |
| 157                    | Alison Avoine (FRA)    | 67e                    |

| IBCT IBC | IBCT IBC                | IBCT IBC |
| -------- | ----------------------- | -------- |
| Num      | Coureuse                | Pos      |
| 161      | Sara Van de Vel (BEL)   | AB       |
| 162      | Elizabeth Bennett (GBR) | AB       |
| 163      | Alice Sharpe (IRL)      | 63e      |
| 164      | Loes Adegeest (NED)     | 59e      |
| 165      | Svenja Betz (GER)       | 86e      |
| 166      | Lucy Mayrhofer (GER)    | AB       |
| 167      | Haylee Fuller (AUS)     | AB       |

| Valcar-Travel & Service VAL | Valcar-Travel & Service VAL | Valcar-Travel & Service VAL |
| --------------------------- | --------------------------- | --------------------------- |
| Num                         | Coureuse                    | Pos                         |
| 171                         | Chiara Consonni (ITA)       | 2e                          |
| 172                         | Eleonora Gasparrini (ITA)   | 33e                         |
| 173                         | Karolina Kumięga (POL)      | 57e                         |
| 174                         | Ilaria Sanguineti (ITA)     | 84e                         |
| 175                         | Silvia Persico (ITA)        | 32e                         |
| 176                         | Anastasia Carbonari (LAT)   | 95e                         |
| 177                         | Carlotta Cipressi (ITA)     | 91e                         |

| Andy Schleck-CP NVST-Immo Losch ASC | Andy Schleck-CP NVST-Immo Losch ASC | Andy Schleck-CP NVST-Immo Losch ASC |
| ----------------------------------- | ----------------------------------- | ----------------------------------- |
| Num                                 | Coureuse                            | Pos                                 |
| 181                                 | Nina Berton (LUX)                   | 92e                                 |
| 182                                 | Fabienne Buri (SUI)                 | AB                                  |
| 183                                 | Claire Faber (LUX)                  | AB                                  |
| 184                                 | Kerry Jonker (RSA)                  | AB                                  |
| 185                                 | Léna Mettraux (SUI)                 | 73e                                 |
| 186                                 | Lisa Müllenberg (NED)               | AB                                  |
| 187                                 | Friederike Stern (GER)              | 89e                                 |

| Coop-Hitec Products HPU | Coop-Hitec Products HPU        | Coop-Hitec Products HPU |
| ----------------------- | ------------------------------ | ----------------------- |
| Num                     | Coureuse                       | Pos                     |
| 191                     | Nora Tveit (NOR)               | AB                      |
| 192                     | Caroline Andersson (SWE)       | 38e                     |
| 193                     | Sylvie Swinkels (NED)          | 43e                     |
| 194                     | Ingvild Gåskjenn (NOR)         | 58e                     |
| 195                     | Josie Nelson (GBR)             | 17e                     |
| 196                     | Mari Hole Mohr (NOR)           | 70e                     |
| 197                     | Pernille Larsen Feldmann (NOR) | AB                      |

| AG Insurance NXTG AGI | AG Insurance NXTG AGI   | AG Insurance NXTG AGI |
| --------------------- | ----------------------- | --------------------- |
| Num                   | Coureuse                | Pos                   |
| 201                   | Julia Borgström (SWE)   | 37e                   |
| 202                   | Gaia Masetti (ITA)      | 69e                   |
| 203                   | Maud Rijnbeek (NED)     | 106e                  |
| 204                   | Amelia Sharpe (GBR)     | AB                    |
| 205                   | Eline Van Rooijen (NED) | AB                    |
| 206                   | Mylène de Zoete (NED)   | AB                    |
| 207                   | Amber Aernouts (NED)    | 97e                   |

| Parkhotel Valkenburg PHV | Parkhotel Valkenburg PHV  | Parkhotel Valkenburg PHV |
| ------------------------ | ------------------------- | ------------------------ |
| Num                      | Coureuse                  | Pos                      |
| 211                      | Leonie Bos (NED)          | 108e                     |
| 212                      | Mischa Bredewold (NED)    | 34e                      |
| 213                      | Demi de Jong (NED)        | 50e                      |
| 214                      | Femke Gerritse (NED)      | 42e                      |
| 215                      | Femke Markus (NED)        | 14e                      |
| 216                      | Belle De Gast (NED)       | 88e                      |
| 217                      | Kirstie van Haaften (NED) | 109e                     |

| Le Col-Wahoo DRP | Le Col-Wahoo DRP              | Le Col-Wahoo DRP |
| ---------------- | ----------------------------- | ---------------- |
| Num              | Coureuse                      | Pos              |
| 221              | Eluned King (GBR)             | AB               |
| 222              | Maria Martins (POR) (route)   | 22e              |
| 223              | April Tacey (GBR)             | 64e              |
| 224              | Anna Christian (GBR)          | 81e              |
| 225              | Marjolein van 't Geloof (NED) | 6e               |
| 226              | Elizabeth Holden (GBR)        | 29e              |

| Bingoal WB ___ | Bingoal WB ___            | Bingoal WB ___ |
| -------------- | ------------------------- | -------------- |
| Num            | Coureuse                  | Pos            |
| 231            | Louise Jacquemin (BEL)    | AB             |
| 232            | Fiona Mertens (BEL)       | 71e            |
| 233            | Eleanor Wiseman (BEL)     | 103e           |
| 234            | Allison Zava (BEL)        | AB             |
| 235            | Lise-Marie Henzelin (SUI) | 110e           |
| 236            | Nathalie Säfsten (SWE)    | AB             |
| 237            | Perrine Sadoine (BEL)     | AB             |

| Lviv Cycling Team LCW | Lviv Cycling Team LCW     | Lviv Cycling Team LCW |
| --------------------- | ------------------------- | --------------------- |
| Num                   | Coureuse                  | Pos                   |
| 241                   | Gloria Van Mechelen (BEL) | AB                    |
| 242                   | Hanna Johansson (SWE)     | 107e                  |
| 243                   | Ida Sten (FIN)            | AB                    |
| 244                   | Kim Baptista (GBR)        | AB                    |
| 245                   | Mae Lang (EST)            | AB                    |
| 246                   | Sarah Borremans (BEL)     | AB                    |
| 247                   | Ainsley Black (CAN)       | AB                    |

| Trek-Segafredo TFS | Trek-Segafredo TFS        | Trek-Segafredo TFS |
| ------------------ | ------------------------- | ------------------ |
| Num                | Coureuse                  | Pos                |
| 1                  | Elynor Bäckstedt (GBR)    | 100e               |
| 3                  | Lauretta Hanson (AUS)     | 101e               |
| 4                  | Chloe Hosking (AUS)       | 18e                |
| 5                  | Letizia Paternoster (ITA) | 76e                |
| 6                  | Shirin van Anrooij (NED)  | 7e                 |
| 7                  | Audrey Cordon-Ragot (FRA) | 28e                |

| FDJ-Nouvelle Aquitaine-Futuroscope FSF | FDJ-Nouvelle Aquitaine-Futuroscope FSF | FDJ-Nouvelle Aquitaine-Futuroscope FSF |
| -------------------------------------- | -------------------------------------- | -------------------------------------- |
| Num                                    | Coureuse                               | Pos                                    |
| 11                                     | Grace Brown (AUS)                      | 21e                                    |
| 12                                     | Clara Copponi (FRA)                    | 5e                                     |
| 13                                     | Eugénie Duval (FRA)                    | 15e                                    |
| 14                                     | Emilia Fahlin (SWE)                    | AB                                     |
| 15                                     | Maëlle Grossetête (FRA)                | AB                                     |
| 16                                     | Vittoria Guazzini (ITA)                | 3e                                     |

| Liv Racing Xstra LIV | Liv Racing Xstra LIV      | Liv Racing Xstra LIV |
| -------------------- | ------------------------- | -------------------- |
| Num                  | Coureuse                  | Pos                  |
| 21                   | Amber van der Hulst (NED) | 24e                  |
| 22                   | Silke Smulders (NED)      | 23e                  |
| 25                   | Valerie Demey (BEL)       | 25e                  |
| 26                   | Rachele Barbieri (ITA)    | 13e                  |
| 27                   | Eva Buurman (NED)         | 102e                 |

| Uno-X Pro Cycling Team UXT | Uno-X Pro Cycling Team UXT  | Uno-X Pro Cycling Team UXT |
| -------------------------- | --------------------------- | -------------------------- |
| Num                        | Coureuse                    | Pos                        |
| 31                         | Anniina Ahtosalo (FIN)      | 52e                        |
| 32                         | Susanne Andersen (NOR)      | 4e                         |
| 33                         | Hannah Barnes (GBR)         | 51e                        |
| 34                         | Julie Norman Leth (DEN)     | AB                         |
| 35                         | Amalie Lutro (NOR)          | 27e                        |
| 36                         | Mie Bjørndal Ottestad (NOR) | 39e                        |
| 37                         | Hannah Ludwig (GER)         | 66e                        |

| UAE Team ADQ UAD | UAE Team ADQ UAD         | UAE Team ADQ UAD |
| ---------------- | ------------------------ | ---------------- |
| Num              | Coureuse                 | Pos              |
| 41               | Maria Novolodskaya (RUS) | 99e              |
| 42               | Sofia Bertizzolo (ITA)   | 87e              |
| 43               | Alena Ivanchenko (RUS)   | 45e              |
| 44               | Alessia Patuelli (ITA)   | 90e              |
| 45               | Laura Tomasi (ITA)       | 10e              |
| 47               | Linda Zanetti (SUI)      | 93e              |

| Team DSM DSM | Team DSM DSM           | Team DSM DSM |
| ------------ | ---------------------- | ------------ |
| Num          | Coureuse               | Pos          |
| 51           | Francesca Barale (ITA) | 46e          |
| 52           | Léa Curinier (FRA)     | 26e          |
| 53           | Leah Kirchmann (CAN)   | 41e          |
| 54           | Megan Jastrab (USA)    | 19e          |
| 55           | Esmée Peperkamp (NED)  | 40e          |
| 56           | Elise Uijen (NED)      | AB           |

| Canyon-SRAM Racing CSR | Canyon-SRAM Racing CSR | Canyon-SRAM Racing CSR |
| ---------------------- | ---------------------- | ---------------------- |
| Num                    | Coureuse               | Pos                    |
| 61                     | Alice Barnes (GBR)     | 8e                     |
| 62                     | Shari Bossuyt (BEL)    | 9e                     |
| 63                     | Sarah Roy (AUS)        | AB                     |
| 64                     | Lisa Klein (GER)       | AB                     |
| 65                     | Maud Oudeman (NED)     | AB                     |
| 66                     | Elise Chabbey (SUI)    | AB                     |
| 67                     | Ella Harris (NZL)      | AB                     |

| Movistar Team MOV | Movistar Team MOV       | Movistar Team MOV |
| ----------------- | ----------------------- | ----------------- |
| Num               | Coureuse                | Pos               |
| 71                | Alicia González (ESP)   | 31e               |
| 72                | Barbara Guarischi (ITA) | AB                |
| 73                | Emma Norsgaard (DEN)    | 1re               |
| 74                | Lourdes Oyarbide (ESP)  | AB                |
| 75                | Aude Biannic (FRA)      | 30e               |
| 76                | Sheyla Gutiérrez (ESP)  | 77e               |

| Team BikeExchange-Jayco BEX | Team BikeExchange-Jayco BEX | Team BikeExchange-Jayco BEX |
| --------------------------- | --------------------------- | --------------------------- |
| Num                         | Coureuse                    | Pos                         |
| 81                          | Georgia Williams (NZL)      | 72e                         |
| 82                          | Georgia Baker (AUS)         | AB                          |
| 83                          | Arianna Fidanza (ITA)       | 12e                         |
| 84                          | Teniel Campbell (TTO)       | 85e                         |
| 85                          | Urška Žigart (SLO)          | 82e                         |
| 86                          | Nina Kessler (NED)          | 56e                         |
| 87                          | Wei Shi Chelsie Tan (SGP)   | AB                          |

| Bingoal-Chevalmeire-Van Eyck Sport BCV | Bingoal-Chevalmeire-Van Eyck Sport BCV | Bingoal-Chevalmeire-Van Eyck Sport BCV |
| -------------------------------------- | -------------------------------------- | -------------------------------------- |
| Num                                    | Coureuse                               | Pos                                    |
| 91                                     | Olha Kulynych (UKR)                    | AB                                     |
| 92                                     | Danique Braam (NED)                    | 60e                                    |
| 93                                     | Naomi de Roeck (BEL)                   | 94e                                    |
| 95                                     | Barbara Sniezynska (POL)               | 96e                                    |
| 96                                     | Minke Bakker (NED)                     | AB                                     |
| 97                                     | Lotte Popelier (BEL)                   | AB                                     |

| Lotto Soudal Ladies LSL | Lotto Soudal Ladies LSL  | Lotto Soudal Ladies LSL |
| ----------------------- | ------------------------ | ----------------------- |
| Num                     | Coureuse                 | Pos                     |
| 101                     | Kristýna Burlová (CZE)   | 61e                     |
| 102                     | Kylie Waterreus (NED)    | 35e                     |
| 104                     | Ines Van de Paar (BEL)   | AB                      |
| 105                     | Josie Knight (GBR)       | 53e                     |
| 106                     | Abby-Mae Parkinson (GBR) | 68e                     |
| 107                     | Sterre Vervloet (BEL)    | 74e                     |

| Multum Accountants MUL | Multum Accountants MUL   | Multum Accountants MUL |
| ---------------------- | ------------------------ | ---------------------- |
| Num                    | Coureuse                 | Pos                    |
| 111                    | Mareille Meijering (NED) | 36e                    |
| 112                    | Julie Stockman (BEL)     | AB                     |
| 113                    | Céline van Houtum (NED)  | 75e                    |
| 114                    | Marthe Goossens (BEL)    | 44e                    |
| 115                    | Fien Delbaere (BEL)      | 49e                    |
| 116                    | Camille Devigne (FRA)    | AB                     |
| 117                    | Jessy Druyts (BEL)       | AB                     |

| Arkéa Pro Cycling Team ARK | Arkéa Pro Cycling Team ARK    | Arkéa Pro Cycling Team ARK |
| -------------------------- | ----------------------------- | -------------------------- |
| Num                        | Coureuse                      | Pos                        |
| 121                        | Lucie Jounier (FRA)           | 11e                        |
| 122                        | Pauline Allin (FRA)           | 83e                        |
| 123                        | Charlotte Becker (GER)        | 105e                       |
| 124                        | Typhaine Laurance (FRA)       | 78e                        |
| 125                        | Marie-Morgane Le Deunff (FRA) | AB                         |
| 126                        | Maryanne Hinault (FRA)        | AB                         |
| 127                        | Greta Richioud (FRA)          | 80e                        |

| Cofidis COF | Cofidis COF                   | Cofidis COF |
| ----------- | ----------------------------- | ----------- |
| Num         | Coureuse                      | Pos         |
| 131         | Martina Alzini (ITA)          | 20e         |
| 132         | Valentine Fortin (FRA)        | AB          |
| 134         | Victoire Berteau (FRA)        | 55e         |
| 136         | Gabrielle Pilote Fortin (CAN) | AB          |
| 137         | Cédrine Kerbaol (FRA)         | 79e         |

| Stade Rochelais Charente-Maritime CMW | Stade Rochelais Charente-Maritime CMW | Stade Rochelais Charente-Maritime CMW |
| ------------------------------------- | ------------------------------------- | ------------------------------------- |
| Num                                   | Coureuse                              | Pos                                   |
| 141                                   | Marion Colard (FRA)                   | AB                                    |
| 142                                   | Séverine Eraud (FRA)                  | AB                                    |
| 143                                   | India Grangier (FRA)                  | 48e                                   |
| 144                                   | Anastasiya Kolesava (BLR)             | 62e                                   |
| 145                                   | Kristina Nenadovic (FRA)              | AB                                    |
| 146                                   | Arianna Pruisscher (NED)              | 54e                                   |
| 147                                   | Marine Allione (FRA)                  | AB                                    |

| St Michel-Auber 93 AUB | St Michel-Auber 93 AUB | St Michel-Auber 93 AUB |
| ---------------------- | ---------------------- | ---------------------- |
| Num                    | Coureuse               | Pos                    |
| 151                    | Barbara Fonseca (FRA)  | 104e                   |
| 152                    | Simone Boilard (CAN)   | 16e                    |
| 153                    | Margot Pompanon (FRA)  | 47e                    |
| 154                    | Océane Goergen (FRA)   | AB                     |
| 155                    | Coralie Demay (FRA)    | 65e                    |
| 156                    | Élodie Le Bail (FRA)   | 98e                    |
| 157                    | Alison Avoine (FRA)    | 67e                    |

| IBCT IBC | IBCT IBC                | IBCT IBC |
| -------- | ----------------------- | -------- |
| Num      | Coureuse                | Pos      |
| 161      | Sara Van de Vel (BEL)   | AB       |
| 162      | Elizabeth Bennett (GBR) | AB       |
| 163      | Alice Sharpe (IRL)      | 63e      |
| 164      | Loes Adegeest (NED)     | 59e      |
| 165      | Svenja Betz (GER)       | 86e      |
| 166      | Lucy Mayrhofer (GER)    | AB       |
| 167      | Haylee Fuller (AUS)     | AB       |

| Valcar-Travel & Service VAL | Valcar-Travel & Service VAL | Valcar-Travel & Service VAL |
| --------------------------- | --------------------------- | --------------------------- |
| Num                         | Coureuse                    | Pos                         |
| 171                         | Chiara Consonni (ITA)       | 2e                          |
| 172                         | Eleonora Gasparrini (ITA)   | 33e                         |
| 173                         | Karolina Kumięga (POL)      | 57e                         |
| 174                         | Ilaria Sanguineti (ITA)     | 84e                         |
| 175                         | Silvia Persico (ITA)        | 32e                         |
| 176                         | Anastasia Carbonari (LAT)   | 95e                         |
| 177                         | Carlotta Cipressi (ITA)     | 91e                         |

| Andy Schleck-CP NVST-Immo Losch ASC | Andy Schleck-CP NVST-Immo Losch ASC | Andy Schleck-CP NVST-Immo Losch ASC |
| ----------------------------------- | ----------------------------------- | ----------------------------------- |
| Num                                 | Coureuse                            | Pos                                 |
| 181                                 | Nina Berton (LUX)                   | 92e                                 |
| 182                                 | Fabienne Buri (SUI)                 | AB                                  |
| 183                                 | Claire Faber (LUX)                  | AB                                  |
| 184                                 | Kerry Jonker (RSA)                  | AB                                  |
| 185                                 | Léna Mettraux (SUI)                 | 73e                                 |
| 186                                 | Lisa Müllenberg (NED)               | AB                                  |
| 187                                 | Friederike Stern (GER)              | 89e                                 |

| Coop-Hitec Products HPU | Coop-Hitec Products HPU        | Coop-Hitec Products HPU |
| ----------------------- | ------------------------------ | ----------------------- |
| Num                     | Coureuse                       | Pos                     |
| 191                     | Nora Tveit (NOR)               | AB                      |
| 192                     | Caroline Andersson (SWE)       | 38e                     |
| 193                     | Sylvie Swinkels (NED)          | 43e                     |
| 194                     | Ingvild Gåskjenn (NOR)         | 58e                     |
| 195                     | Josie Nelson (GBR)             | 17e                     |
| 196                     | Mari Hole Mohr (NOR)           | 70e                     |
| 197                     | Pernille Larsen Feldmann (NOR) | AB                      |

| AG Insurance NXTG AGI | AG Insurance NXTG AGI   | AG Insurance NXTG AGI |
| --------------------- | ----------------------- | --------------------- |
| Num                   | Coureuse                | Pos                   |
| 201                   | Julia Borgström (SWE)   | 37e                   |
| 202                   | Gaia Masetti (ITA)      | 69e                   |
| 203                   | Maud Rijnbeek (NED)     | 106e                  |
| 204                   | Amelia Sharpe (GBR)     | AB                    |
| 205                   | Eline Van Rooijen (NED) | AB                    |
| 206                   | Mylène de Zoete (NED)   | AB                    |
| 207                   | Amber Aernouts (NED)    | 97e                   |

| Parkhotel Valkenburg PHV | Parkhotel Valkenburg PHV  | Parkhotel Valkenburg PHV |
| ------------------------ | ------------------------- | ------------------------ |
| Num                      | Coureuse                  | Pos                      |
| 211                      | Leonie Bos (NED)          | 108e                     |
| 212                      | Mischa Bredewold (NED)    | 34e                      |
| 213                      | Demi de Jong (NED)        | 50e                      |
| 214                      | Femke Gerritse (NED)      | 42e                      |
| 215                      | Femke Markus (NED)        | 14e                      |
| 216                      | Belle De Gast (NED)       | 88e                      |
| 217                      | Kirstie van Haaften (NED) | 109e                     |

| Le Col-Wahoo DRP | Le Col-Wahoo DRP              | Le Col-Wahoo DRP |
| ---------------- | ----------------------------- | ---------------- |
| Num              | Coureuse                      | Pos              |
| 221              | Eluned King (GBR)             | AB               |
| 222              | Maria Martins (POR) (route)   | 22e              |
| 223              | April Tacey (GBR)             | 64e              |
| 224              | Anna Christian (GBR)          | 81e              |
| 225              | Marjolein van 't Geloof (NED) | 6e               |
| 226              | Elizabeth Holden (GBR)        | 29e              |

| Bingoal WB ___ | Bingoal WB ___            | Bingoal WB ___ |
| -------------- | ------------------------- | -------------- |
| Num            | Coureuse                  | Pos            |
| 231            | Louise Jacquemin (BEL)    | AB             |
| 232            | Fiona Mertens (BEL)       | 71e            |
| 233            | Eleanor Wiseman (BEL)     | 103e           |
| 234            | Allison Zava (BEL)        | AB             |
| 235            | Lise-Marie Henzelin (SUI) | 110e           |
| 236            | Nathalie Säfsten (SWE)    | AB             |
| 237            | Perrine Sadoine (BEL)     | AB             |

| Lviv Cycling Team LCW | Lviv Cycling Team LCW     | Lviv Cycling Team LCW |
| --------------------- | ------------------------- | --------------------- |
| Num                   | Coureuse                  | Pos                   |
| 241                   | Gloria Van Mechelen (BEL) | AB                    |
| 242                   | Hanna Johansson (SWE)     | 107e                  |
| 243                   | Ida Sten (FIN)            | AB                    |
| 244                   | Kim Baptista (GBR)        | AB                    |
| 245                   | Mae Lang (EST)            | AB                    |
| 246                   | Sarah Borremans (BEL)     | AB                    |
| 247                   | Ainsley Black (CAN)       | AB                    |